# Pajli
El Sultanato de Pajli fue un antiguo sarkar (distrito) de la subá mogol de Punyab, ahora parte de Hazara, Pakistán. Se corresponde aproximadamente con la antigua Urasa, la Aρσa o Οΰaρσa que Ptolomeo situó entre los Bidaspes (Jhelum) y el Indo.
Formaba parte de la antigua Gandhara (o Gandharva). Más tarde, llegó a ser parte del Imperio de Chandragupta Maurya. Los restos arqueológicos encontrados aquí sugieren que este fue un lugar de gran saber budista. En el Rajatarangini, este lugar aparecía como un reino separado y luego nuevamente como tributario del valle de Cachemira. El Ain-i-Akbari se refiere a toda esta región como Sarkar Pajli, que formaba parte de la provincia de Cachemira, que a su vez formaba parte de la subá de Kabul. El área de Pajli hoy día forma parte del distrito de Mansehra en la provincia de Jaiber Pastunjuá de Pakistán.

## Historia
El rey de Pajli en la época de Alejandro Magno era Arsakes y durante la época en que el peregrino chino Xuanzang ( fl. 602 – 664) visitó la zona, era tributario de Cachemira. El área fue nombrada así en honor del sultán Pajal, hermano mayor del sultán Behram, que había conquistado toda la zona, desde Jalalabad hasta Cachemira. Su gobierno no duró mucho ya que murió muy joven. Según la crónica de Kashmir denominada Rajatarangini, el área era un reino separado y tributario del estado de Cachemira. Incluía Agror, la antigua Atyugrapura. En la época de Babar, estaba en manos de las tribus Jaja y Bambha, cuyos jefes habían sido los antiguos gobernantes del país al este del Indo, pero habían sido expulsados por los sultanes Gabri de Bajaur y de Swat, derivando su nombre de Pajli, uno de estos conquistadores. En el Ain-i-Akbari se describen sus límites, al este por Cachemira, al sur con el país de los gajars, al oeste con Attock y al norte con Kator (Chitral). Bajo el gobierno de los Durrani, Saadat Jan fue elegido jefe de Pajli, entonces dependiente de Cachemira. Fundó el fuerte de Garhi Saadat Jan, que fue el cuartel general de la rebelión de Azad Jan contra Timur Shah. A principios del siglo XIX, Pajli comprendía tres distritos: Mansehra en el sur y sureste, Shinkiari (subdividido en Kandhi y Maidan) en el noreste y Bhir-Kand en el centro. Los valles de Kagan, Bhogarmang y Agror dependían de él.

### Era mogol
El sarkar de Pajli era el único estado del Imperio mogol que estaba exento de cualquier pago de impuestos a Delhi. Durante el período de Akbar, el sultán Hussain Jan de Pajli se rebeló contra él sobre la base de que el sultanato de Delhi estaba interfiriendo en los asuntos internos de Pajli. Akbar lo derrotó, aunque posteriormente le restauró en su cargo.

### Decadencia y caída de los túrquicos karlugh y llegada de los swatis
Durante todo el período de ascendencia mogol en el subcontinente indio, los mogoles reconocieron a los karlughs como los gobernantes del sarkar de Pajli. El sultán Maqarrab se rebeló contra su propio hermano, el sultán Mehmud Jurd, pero fue derrotado debido a la intervención del sultanato de Delhi. Los túrquicos karlugh estaban lo suficientemente debilitados para ser derrocados por los swatis, que establecieron su gobierno en las llanuras de Pajli y las montañas del valle de Kaghan. Estas áreas fueron luego divididas entre los swatis y los syeds. La región de Mansehra que anteriormente pertenecía a Sum Elai-Mang fue entregada a swati Janjails. El valle de Kaghan fue entregado a los syeds y Oghi fue entregado a Ali Sheris Bala souri Janjails y a diferentes clanes swati. Los swatis tenían una antigua reivindicación en Pajli, ya que fue conquistado por su antepasado Jahangiri Sultan Pakhal de Nangrahar durante la época de Ghori. Los jadunes de los swatis subyugaron las áreas de Rash. El sultán Qyas-ud-din, hermano menor del sultán Mehmud, era el waali (gobernador) de lo que ahora es Tanawal, donde los túrquicos de Karlugh conservaron su poder durante otros 90 años, aunque estaban confinados en una pequeña área del bajo Tanawal desde Sherwan (Abbottabad) hasta Behali (Mansehra).

### Los sijs
A principios del siglo XIX, Pajli formaba parte del Reino de Kabul (actual Afganistán) y atravesaba la carretera principal que conectaba Kabul con Cachemira. En 1813, los afganos perdieron el estratégicamente situado, fuerte de Attock (en la orilla izquierda del Indo) ante los sijs bajo el mando del maharajá Ranjit Singh. El tributo de las regiones bajas de Pajli, que antes recaudaba el gobernador afgano de Attock, pasó a ser recaudado por los sijs. En 1819, cuando los sijs arrebataron Cachemira a los afganos, el tributo también pasó a los sijs. Numerosos intentos de recaudar tributos de las partes bajas de Hazara no solo fracasaron, sino que también perdieron destacados administradores y comandantes sij.
En 1822, el maharajá Ranjit Singh concedió como jagir a Pajli y a Damtaur al comandante en jefe Hari Singh Nalwa como recompensa por su notable éxito en las montañas de Cachemira. Tan pronto como Hari Singh recibió Pajli y Damtaur en jagir, construyó la famosa ciudad de Haripur en el corazón de las llanuras de Hazara. Este municipio fortificado ha crecido durante los últimos 175 años en el distrito de Haripur (Pakistán). Las ruinas de varios fuertes construidos por este general sij continúan salpicando el paisaje de Pajli, que continuó como jagir de Hari Singh Nalwa hasta su muerte en 1837. Sería a partir de entonces cuando toda esta región llegó a ser conocida como Hazara.

## Descendientes
Descendientes de los túrquicos karlugh todavía viven en Behali Mansehra, Namli Maira, Rich Behn Abbottabad, Manakrai, Bayan Ahmed Ali Khan, Pharhari y Nartopa aldeas de Haripur y Azad Kashmir (Hil Pathri, Muzafarabad, Shawai, Chanjal, Ghari Dupata, Balgraan) y los descendientes de Sultan Behram y Sultan Pakal todavía viven en Hazara.